# Mehama (Oregon)
Mehama (a postai feljegyzésekben korábban tévesen Mehamah) az Amerikai Egyesült Államok északnyugati részén, Oregon állam Marion megyéjében, az Oregon Route 226 keleti végén elhelyezkedő statisztikai település, a salemi statisztikai körzet része. A 2020. évi népszámlálási adatok alapján 317 lakosa van.
Névadója James X. Smith kompüzemeltető, a település alapítója felesége.

## Népesség
A település népességének változása:
| Lakosok száma | 283  | 292  | 317  |
|               | 2000 | 2010 | 2020 |

## Fordítás
- Ez a szócikk részben vagy egészben  a   Mehama, Oregon című angol Wikipédia-szócikk ezen változatának fordításán alapul.  Az eredeti cikk szerkesztőit annak laptörténete sorolja fel. Ez a jelzés csupán a megfogalmazás eredetét és a szerzői jogokat jelzi, nem szolgál a cikkben szereplő információk forrásmegjelöléseként.